# Glechon
Glechon, manji biljni rod iz porodice usnača. Pripada mu sedam priznatih vrsta koje rastu po Južnoj Americi. Opisao ga je 1827. njemački botaničar iz Pomeranije Kurt Polycarp Joachim Sprengel.

## Vrste
1. Glechon ciliata Benth.
2. Glechon discolor Epling
3. Glechon elliptica C.Pereira & Hatschbach
4. Glechon hoehneana Epling
5. Glechon marifolia Benth.
6. Glechon spathulata Benth., možda sinonim za Glechon thymoides  Spreng.
7. Glechon thymoides  Spreng.